# Kasteel Daelenbroeck

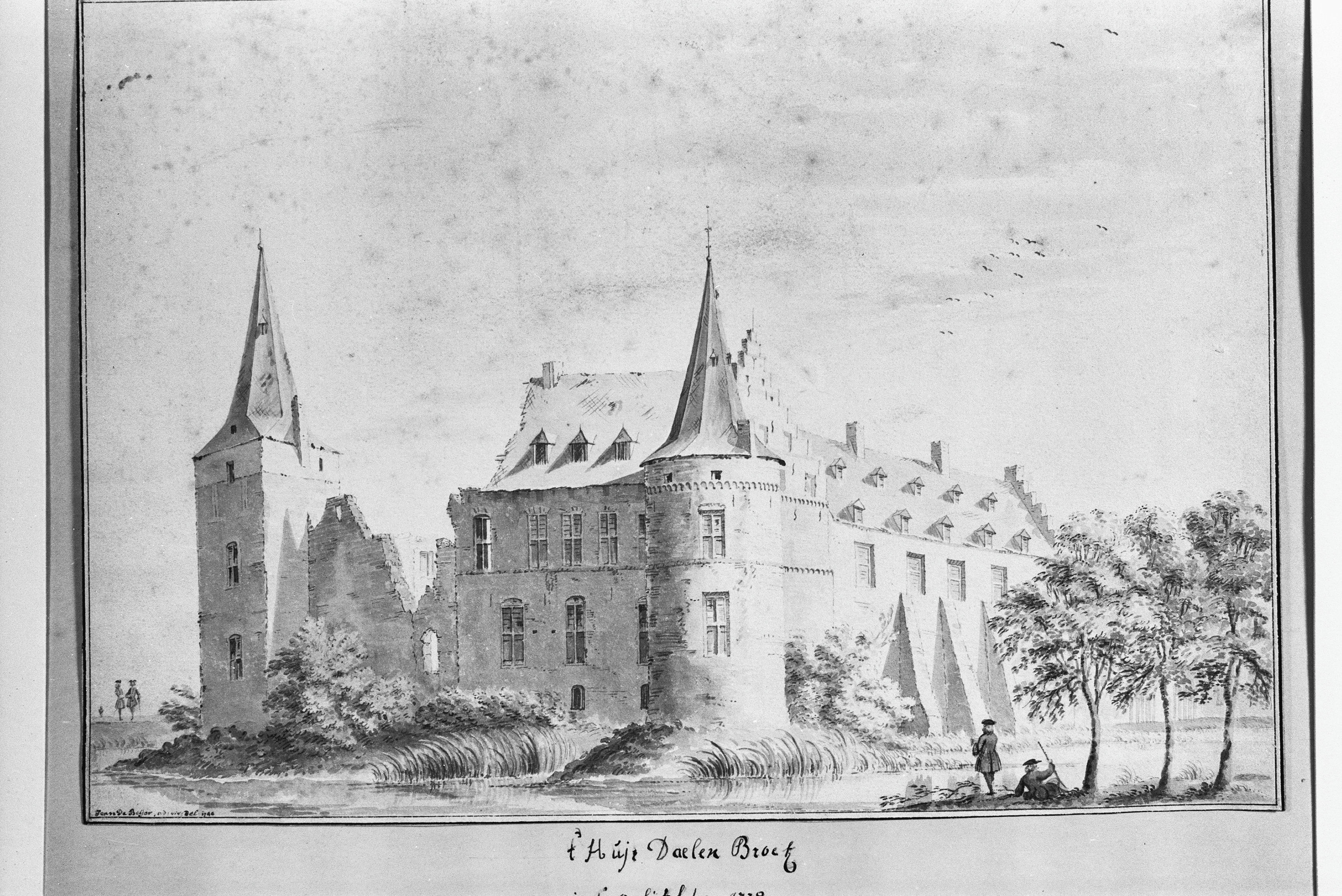
Kasteel Daelenbroeck rond 1738

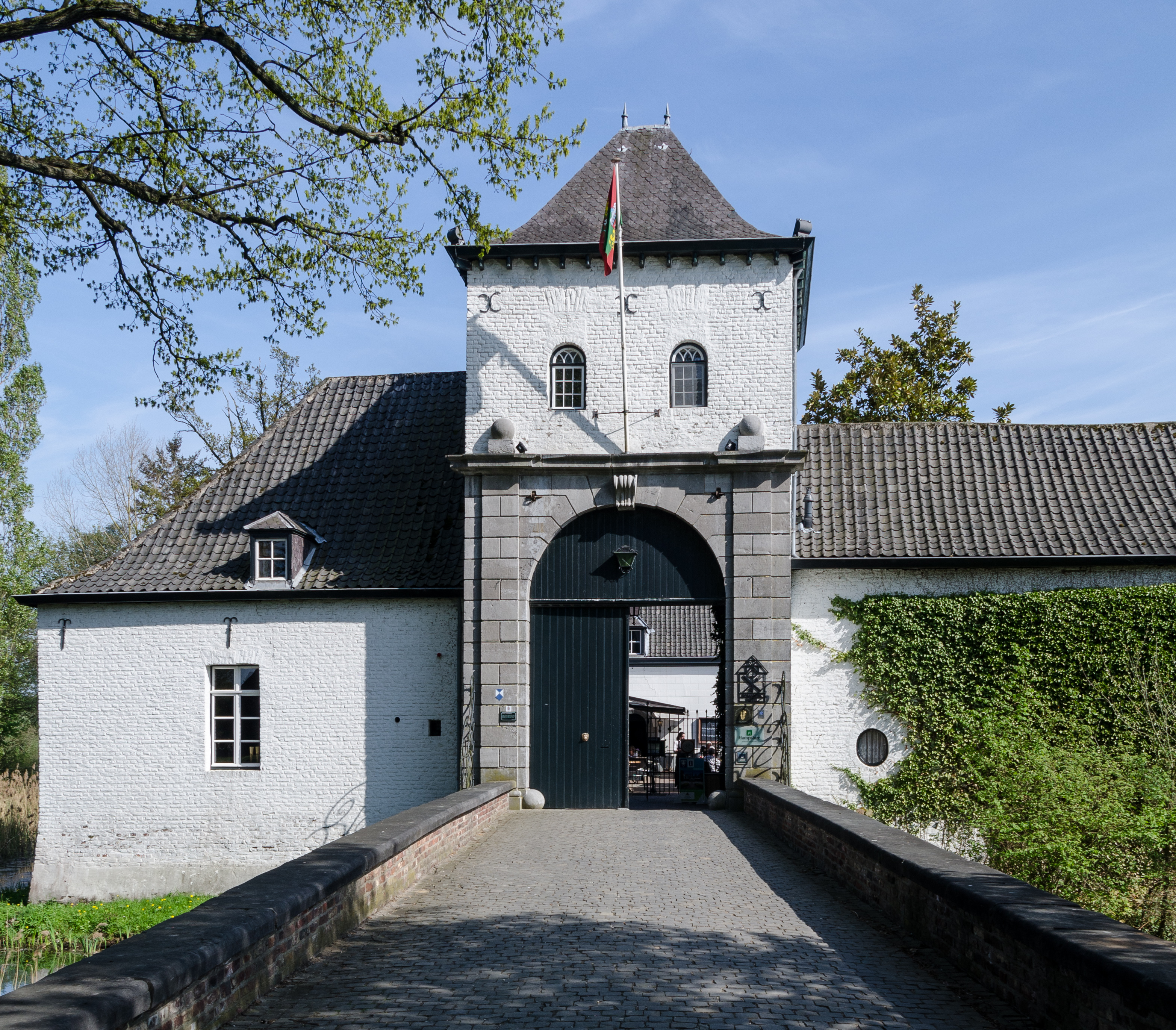
Poortgebouw

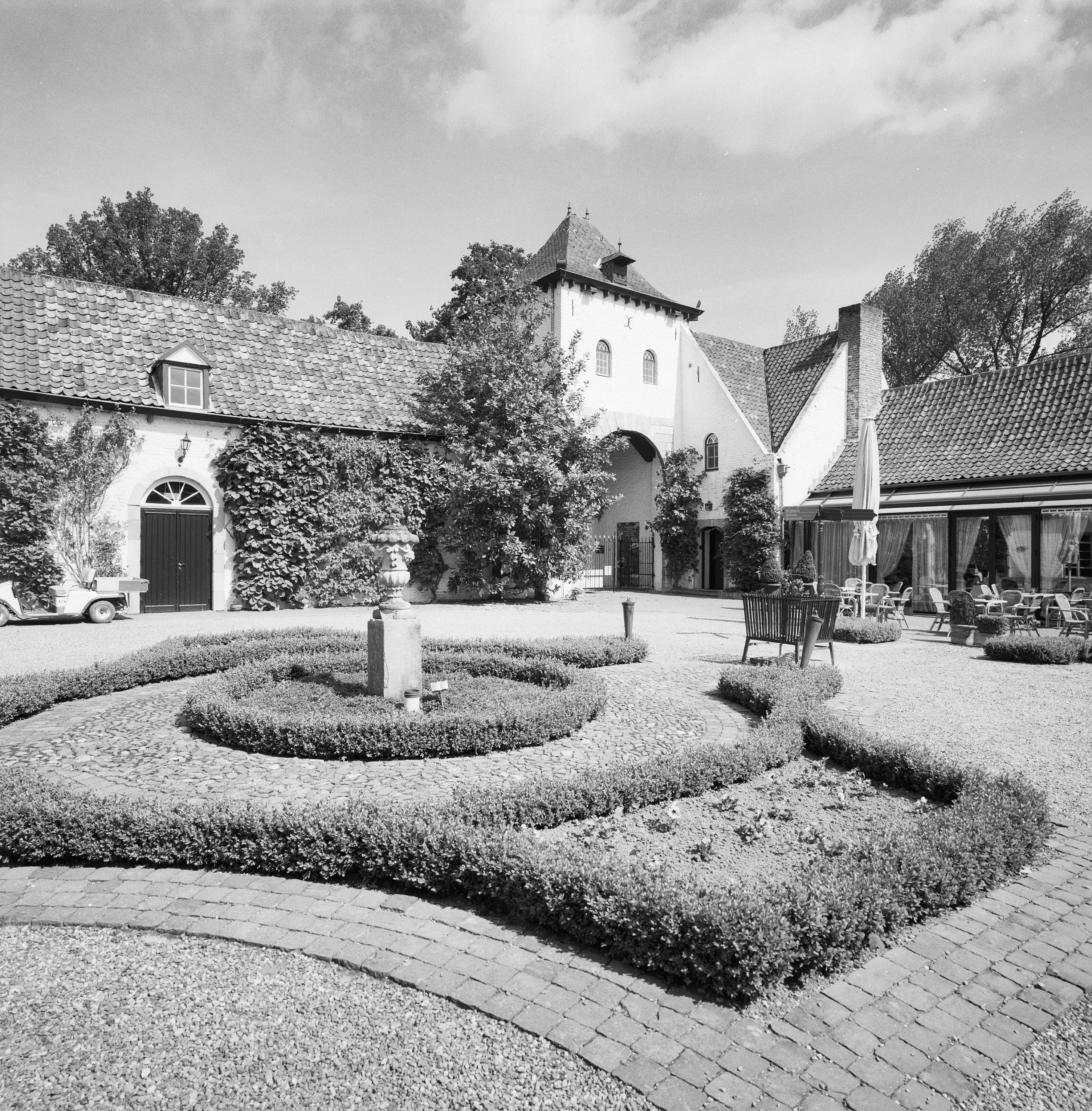
Binnenplaats

Kasteel Daelenbroeck is een Nederlands kasteel te Herkenbosch, gelegen aan Kasteellaan 1-2.

## Geschiedenis
Het kasteel werd voor het eerst schriftelijk vermeld in 1326. Kort voor die tijd moet het zijn gebouwd.
Godfried van Heinsberg, de Gulikse leenheer van Wassenberg, besloot in 1311 in het moerassig gebied ("broeck") van het Roerdal een woon- en jachtslot te bouwen. In de loop van de jaren is dit slot in handen van verschillende edellieden geweest, die er allen op hun eigen manier hun stempel op drukten. Het kasteel vormde de kern van de heerlijkheid Dalenbroek.
Een keerpunt was echter de Tachtigjarige Oorlog. In 1598 werd het kasteel belegerd en dit betekende het begin van de ondergang van de hoofdburcht.
Na de dood van de toenmalige kasteelheer, Hattardt van Pallandt, ontstond er een strijd tussen zijn schoonzonen om het kasteel. Toen in het jaar 1707 het kasteel uiteindelijk werd toegewezen aan Jan Ernest van Rollingen, was deze door de procesvoering dermate berooid, dat er geen geld was om het kasteel volledig te restaureren. Hij besloot in de voorburcht te gaan wonen en restaureerde deze, maar sloopte de hoofdburcht gedeeltelijk en gebruikte de kelders als voorraadschuur. Zo werd de hoofdburcht, nadat deze nog verder in verval was geraakt, in de 19e eeuw tot op de kelders afgebroken.
Het kasteel was een Gelderse enclave binnen het hertogdom Gulik.
Vanaf de jaren '90 van de 20e eeuw werd het kasteel, waarvan slechts de voorburcht in gebruik was, volledig bouwkundig en archeologisch onderzocht en werd op basis van onder andere een 18e-eeuwse tekening een nieuwe hoofdburcht gebouwd, met de nog aanwezige elementen van de middeleeuwse burcht erin verwerkt. Het complex is tegenwoordig in gebruik als hotel, restaurant en partycentrum.

## Gebouw
De hoofdburcht had een vrijwel vierkante plattegrond met aan de noordzijde twee vierkante torens. Aan de zuidwestzijde werd in 1464 een ronde toren bijgebouwd. In 1550 werd het kasteel ingrijpend verbouwd, maar het raakte in verval en werd vanaf begin 18e eeuw geleidelijk gesloopt.
De voorburcht bestaat uit drie vleugels, gegroepeerd om een binnenplein dat afgesloten wordt door een poortgebouw. Het geheel stamt van 1707. Binnenin bevindt zich een galerij met vijf hergebruikte renaissancepilaren die dateren uit de eerste helft van de 16e eeuw.
Bij het kasteel behoort ook de Hoeve Daelenbroeck, met een vleugel uit 1701. Op de plaats van de 18e-eeuwse wagenschuur werd een nieuwe vleugel gebouwd.